# Cabrobó
Cabrobó là một đô thị thuộc bang Pernambuco, Brasil. Đô thị này có diện tích 1658 km², dân số năm 2007 là 28749 người, mật độ 17 người/km².